# Осада Турина (1640)
Осада Турина (фр. Siège de Turin) — военная операция во время франко-испанской войны (1635–1659), осуществлявшаяся с 22 мая по 20 сентября 1640 года последовательно пьемонтской, французской и испанской армиями.
В 1639 году Томас, принц Кариньянский, и его сторонники захватили город Турин, но французские войска, поддерживавшие регентшу Кристину Мари Французскую, продолжали удерживать цитадель. Антифранцузским силам удалось построить баррикады, удерживающие французов в цитадели, и провести так зиму 1639–1640 гг.
10 мая деблокирующая французская армия под командованием Анри Лотарингского, графа Аркура, и Анри де ла Тур д'Овернь, виконта Тюренна, начала осаду города. Французская армия насчитывала 6000 пехотинцев и 3500 кавалеристов. Французов поддержали 3500 пьемонтцев, их сторонников. Отбросив большую часть аванпостов обороняющихся и построив контрвалационные линии, 22 мая французы стали обстреливать из артиллерии войска принца Кариньянского.
31 мая подошла испанская армия под командованием губернатора Милана Диего Фелипе де Гусмана, маркиза Леганеса, но, несмотря на свое численное превосходство, не осмелилась предпринять полномасштабный штурм позиций Аркура, поэтому начала укрепляться вокруг французов отдельными постами. Теперь военная операция превратилось в четырёхуровневую осаду. Последовали мелкие стычки, которые лишь однажды привели к открытым боям в середине июля (14 июля при Салуццо, 11 июля при Аното и Беренжере). Французам удалось полностью удержаться и отбросить испанцев назад.
Леганес не смог полностью отрезать Аркура от его путей сообщения и доставки продовольствия, а тот смог поддерживать контакт с цитаделью. Испанцы поддерживали письменный контакт с принцем Томасом посредством писем, помещенных в пушечные ядра и выпущенных над головами французов.
К концу июля в Турине и войсках принца Кариньянского начала сказываться нехватка продовольствия. Первым закончился корм для лошадей, и принц дважды, 23 и 31 июля, предпринимал попытки вылазок, чтобы дать возможность своей кавалерии уйти, но оба раза потерпел неудачу.
В конце концов Турину пришлось сдаться. Принц Кариньянский, который уже во время осады вел спорадические переговоры с французами и регентшей, вступил в переговоры с Аркуром, который 20 сентября предоставил принцу почетные условия капитуляции, и 24 сентября принц Томас выступил со своими войсками из города и отступил в Иврею, оставив Турин под контролем Франции.